# Taça World Skate Europe de 2021–22
A Taça World Skate Europe de 2021–2022 foi a 42ª edição da Taça World Skate Europe, a segunda com a nova designação para a até então designada Taça CERS; a segunda na hierarquia das competicões europeias para clubes masculinos de hóquei em patins.
Este sorteio foi realizado no sábado, 11 de setembro de	2021, em Paredes, Portugal.
A competição foi conquistada pelo Calafell pela primeira vez, que bateu o Follonica na final realizada em Paredes.

## Equipas da Taça World Skate Europe 2021–22
Equipas qualificadas: 
| Espanha                                               | Portugal                      | Itália                           | França                                                 | Suíça        |
| ----------------------------------------------------- | ----------------------------- | -------------------------------- | ------------------------------------------------------ | ------------ |
| - CE Lleida - Igualada HC - CP Calafell - CP Voltregà | - Juv. Viana - AD Sanjoanense | - HC Valdagno - Follonica H.1952 | - Poiree Roller - HC Dinan-Quevert - CS Noisy Le Grand | - RHC Geneve |

## Fase de Grupos
Apuraram-se os dois primeiros de cada grupo.

### Grupo A
| Time              | J | V | E | D | GP | GC | SG  | Pts |
| ----------------- | - | - | - | - | -- | -- | --- | --- |
| CE Lleida         | 4 | 3 | 0 | 1 | 24 | 11 | +13 | 9   |
| CS Noisy Le Grand | 4 | 1 | 1 | 2 | 15 | 21 | −6  | 4   |
| Poiree Roller     | 4 | 1 | 1 | 2 | 15 | 22 | −7  | 4   |

|                   | LLE   | NLG   | POI   |
| ----------------- | ----- | ----- | ----- |
| CE Lleida         |       | 8 - 3 | 8 - 1 |
| CS Noisy Le Grand | 2 - 4 |       | 7 - 7 |
| Poiree Roller     | 5 - 4 | 2 - 3 |       |

### Grupo B
| Time               | J | V | E | D | GP | GC | SG | Pts |
| ------------------ | - | - | - | - | -- | -- | -- | --- |
| HC Valdagno        | 4 | 3 | 0 | 1 | 15 | 9  | +6 | 9   |
| Juventude de Viana | 4 | 2 | 1 | 1 | 13 | 12 | +1 | 7   |
| Igualada HC        | 4 | 0 | 1 | 3 | 8  | 15 | −7 | 1   |

|                    | VAL   | J V   | IGU   |
| ------------------ | ----- | ----- | ----- |
| HC Valdagno        |       | 6 - 2 | 4 - 2 |
| Juventude de Viana | 3 - 2 |       | 6 - 2 |
| Igualada HC        | 2 - 3 | 2 - 2 |       |

### Grupo C
| Time           | J | V | E | D | GP | GC | SG | Pts |
| -------------- | - | - | - | - | -- | -- | -- | --- |
| CP Calafell    | 4 | 3 | 0 | 1 | 19 | 10 | +9 | 9   |
| CP Voltregà    | 4 | 1 | 1 | 2 | 15 | 16 | −1 | 4   |
| AD Sanjoanense | 4 | 1 | 1 | 2 | 14 | 22 | −8 | 4   |

|                | CAL   | VOL   | ADS   |
| -------------- | ----- | ----- | ----- |
| CP Calafell    |       | 7 - 0 | 7 - 1 |
| CP Voltregà    | 2 - 3 |       | 8 - 1 |
| AD Sanjoanense | 7 - 2 | 5 - 5 |       |

### Grupo D
| Time             | J | V | E | D | GP | GC | SG  | Pts |
| ---------------- | - | - | - | - | -- | -- | --- | --- |
| Follonica H.1952 | 4 | 3 | 0 | 1 | 20 | 6  | +14 | 9   |
| HC Dinan-Quevert | 4 | 3 | 0 | 1 | 14 | 10 | +4  | 9   |
| RHC Geneve       | 4 | 0 | 0 | 4 | 6  | 24 | −18 | 0   |

|                  | FOL   | D Q   | GEN   |
| ---------------- | ----- | ----- | ----- |
| Follonica H.1952 |       | 6 - 1 | 6 - 0 |
| HC Dinan-Quevert | 3 - 0 |       | 6 - 1 |
| RHC Geneve       | 2 - 8 | 3 - 4 |       |

## Quartos de Final
A primeira mão foi disputada a 26 de Março e a segunda mão a 9 de Abril de 2022 
| Equipe 1          | Total  | Equipe 2  | 1.º jogo | 2.º jogo |
| ----------------- | ------ | --------- | -------- | -------- |
| HC Dinan-Quevert  | 2 – 9  | CE Lleida | 1 – 4    | 1 – 5    |
| Voltregà          | 3 – 5  | Valdagno  | 2 – 2    | 1 – 3    |
| Juventude Viana   | 4 – 8  | Calafell  | 3 – 6    | 1 – 2    |
| CS Noisy-le-Grand | 6 – 10 | Follonica | 3 – 4    | 3 – 6    |

## Final Four
A Final Four foi disputada a 23 e 24 de abril de 2022 no Pavilhão Municipal de Paredes.
|  | Meias finais | Meias finais |          |   | Final | Final |
|  |              |              |          |   |       |       |
|  | 23 abril     |              |          |   |       |       |
|  |              |              |          |   |       |       |
|  | Lleida       | 2            |          |   |       |       |
|  | Lleida       | 2            | 24 abril |   |       |       |
|  | Calafell     | 3            |          |   |       |       |
|  | Calafell     | 3            | Calafell | 6 |       |       |
|  | 23 abril     |              | Calafell | 6 |       |       |
|  |              | Follonica    | 5        |   |       |       |
|  | Valdagno     | Follonica    | 5        | 2 |       |       |
|  | Valdagno     |              |          | 2 |       |       |
|  | Follonica    | 3            |          |   |       |       |
|  | Follonica    | 3            |          |   |       |       |